# Contea di Lorain
Lorain è una contea dell'area settentrionale dello Stato dell'Ohio negli Stati Uniti.

## Geografia fisica
La contea si affaccia nord sul lago Erie. La contea ha una estensione di 2391 km² di cui oltre il 46% è costituito dalla superficie del lago Erie che ricade nei confini della contea. Il territorio è prevalentemente pianeggiante ed in larga parte drenato dal fiume Black che si forma dalla confluenza dei suoi due rami a Elyria. Il Black scorre verso nord e prima di sfociare nel lago Erie forma un largo estuario sul quale è situata la città portuale di Lorain. Nell'area occidentale scorre il fiume Vermillion un altro immissario del lago Erie.

### Contee e municipalità confinanti
- Municipalità di Chatham-Kent (Ontario, Canada) - nord
- Contea di Cuyahoga - est
- Contea di Medina - sud-est
- Contea di Ashland - sud
- Contea di Huron - sud-ovest
- Contea di Erie - ovest

## Storia
I primi europei ad arrivare nella regione dell'Ohio furono i francesi con l'esplorazione di Robert de La Salle nel 1669. Nel 1763, al termine della guerra dei sette anni, i francesi cedettero definitivamente la regione agli inglesi. 
L'attuale contea faceva parte del territorio della Western Reserve assegnato allo Stato del Connecticut. La contea fu istituita nel 1822 ed il nome deriva dalla regione francese della Lorraine. Il capoluogo di contea, la città di Elyria, fu fondata nel 1817. La città di Lorain fu fondata alla foce del fiume Black nel lago Erie nel 1807. Dal 1895 la città è un importante centro siderurgico. La Ford aveva una fabbrica a Lorain che ha cessato la produzione nel 2005.

## Comuni

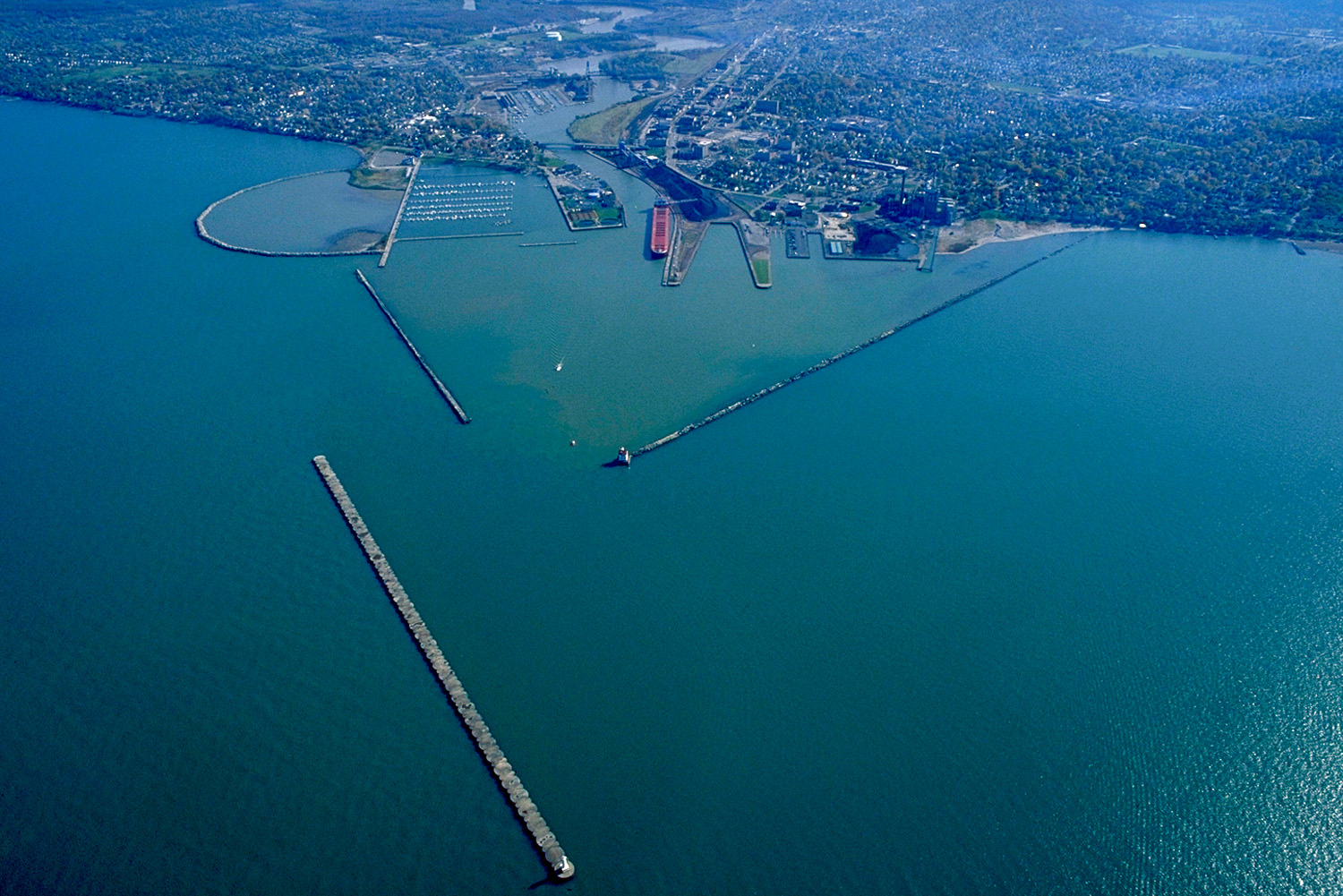
Il porto di Lorain alla foce del fiume Black nel lago Erie visto dall'alto.

| - Amherst - city - Avon - city - Avon Lake - city - Elyria (capoluogo) - city - Grafton - village - Kipton - village - LaGrange - village - Lorain - city | - North Ridgeville - city - Oberlin - city - Rochester - village - Sheffield - village - Sheffield Lake - city - South Amherst - village - Vermilion - city - Wellington - village |